# Lake Burbury
Der Lake Burbury ist ein Stausee im Westen des australischen Bundesstaats Tasmanien. Er befindet sich nordwestlich anschließend an den Franklin-Gordon-Wild-Rivers-Nationalpark.
Er bildete sich durch die Aufstauung mehrerer Flüsse Anfang der 1990er Jahre, darunter hauptsächlich des King River und des Princess River. Der Andrew River, der eigentlich über den Franklin River in den Gordon River abfließt, ist an dessen Südspitze ebenfalls mit dem Stausee verbunden.
Der See wurde nach einem früheren Gouverneur von Tasmanien, Stanley Burbury, benannt.
Der Lyell Highway, der den Stausee heute überquert, wurde vor dem Bau in diesem Bereich etliche Kilometer nach Süden verlegt, wo sich bei ‚’Bradshaw’’ die engste Stelle für eine Brücke ergab.
Der See ist trotz des häufig wechselhaften Wetters ein beliebtes Fischwasser, vorrangig für Regenbogen- und Bachforellen.